# EP1 / Spock
Spock es el primer tema dado a conocer de VCMG, el dueto conformado por los músicos Vince Clarke y Martin Gore, publicado en diciembre de 2011 por la disquera inglesa Mute Records, de su álbum de larga duración Ssss publicado en marzo de 2012.
La singularidad del dueto es que éste representa la primera colaboración de ambos músicos tras haberse dado a conocer en 1980 cuando formaron la banda de música electrónica Depeche Mode, la cual Clarke dejó tras de su primer álbum publicado -formando Yazoo y posteriormente Erasure-, mientras Gore ha liderado desde entonces. El tema "Spock" es, de tal modo, la primera colaboración de los músicos en treinta años; pese a ello, Clarke participó pocos meses atrás en un recopilatorio de Depeche Mode con una remezcla para un tema compuesto por Gore.
Según se ha anunciado, el álbum -cuyo título aún no se revela- fue mezclado por Überzone (también conocido como Q) y estará precedido por una serie de extended plays, de los cuales "Spock" es el primero.

## Listado de canciones
| EP1 / Spock |                                  |          |  |
| N.º         | Título                           | Duración |  |
| 1.          | «Spock» (versión del álbum)      | 5:42     |  |
| 2.          | «Spock» (Edit Select Remix)      | 6:32     |  |
| 3.          | «Spock» (Regis Remix)            | 6:40     |  |
| 4.          | «Spock» (DVS1 Voyage Home Remix) | 8:30     |  |
| 5.          | «Spock» (XOQ Remix)              | 6:15     |  |

## Créditos
- Escrito y producido por: Martin L. Gore y Vince Clarke
- Ingenieros de grabación: Sie Medway-Smith, Vince Clarke
- Ilustración: Jan L. Trigg
- Gerencia: Jonathan Kessler, Michael Pagnotta
- Masterizado por: Stefan Betke[2]